# Oscar Fantenberg
Oscar Fantenberg (* 7. Oktober 1991 in Ljungby) ist ein schwedischer Eishockeyspieler, der seit Mai 2022 beim Linköping HC aus der Svenska Hockeyligan (SHL) unter Vertrag steht und dort auf der Position des Verteidigers spielt. Zuvor war Fantenberg unter anderem für die Los Angeles Kings, Calgary Flames und Vancouver Canucks in der National Hockey League (NHL) aktiv. Sein Bruder Victor Fantenberg und seine Cousins Daniel Glimmenvall und Jakob Johansson waren ebenfalls professionelle Eishockeyspieler.

## Karriere
Oscar Fantenberg wurde in Ljungby geboren und spielte dort in seiner Jugend für den IF Troja-Ljungby, mit dessen J20 er 2008 den Aufstieg aus der J20 Elit in die J20 SuperElit schaffte, die höchste schwedische Juniorenliga. Dort lief er auch im Folgejahr auf, während er parallel dazu in drei Spielen für die Herrenmannschaft des Vereins in der zweitklassigen Allsvenskan debütierte. Anschließend wechselte der Verteidiger zur Saison 2009/10 zu HV71, wo er in den folgenden zwei Jahren hauptsächlich in der SuperElit sowie sporadisch beim Herrenteam in der Elitserien und auf Leihbasis in der Allsvenskan zum Einsatz kam; beim IK Oskarshamn sowie bei seinem Heimatklub IF Troja-Ljungby. In der Spielzeit 2011/12 etablierte sich Fantenberg schließlich in der Elitserien und somit in der höchsten Profiliga Schwedens, bevor er das Team in der Saison 2013/14 auch als Assistenzkapitän anführte. Dennoch wechselte der Abwehrspieler im April 2014 innerhalb der Liga zum Frölunda HC, mit dem er im Jahr darauf die schwedische Meisterschaft sowie die Champions Hockey League gewann.
Mit diesen Erfolgen sowie der Teilnahme an der Weltmeisterschaft 2016 sorgte Fantenberg nun auch außerhalb Schwedens für Aufmerksamkeit und schloss sich daher im Mai 2016 mit einem Einjahresvertrag dem HK Sotschi aus der Kontinentalen Hockey-Liga (KHL) an. Dort überzeugte der Schwede mit 23 Scorerpunkten aus 44 Spielen und wurde während der Saison zum KHL All-Star Game berufen, an dem er allerdings verletzungsbedingt nicht teilnehmen konnte. Nach der Spielzeit 2016/17 verließ Fantenberg die KHL bereits wieder, als er im Mai 2017 einen auf ein Jahr befristeten Einstiegsvertrag bei den Los Angeles Kings aus der National Hockey League (NHL) unterzeichnete.
Im Rahmen der folgenden Saisonvorbereitung erspielte sich Fantenberg einen Platz im Aufgebot der Kings und debütierte somit im Oktober 2017 in der NHL. Die Saison verbrachte er in der Folge zu etwa gleichen Teil in der NHL sowie in der American Hockey League (AHL), beim Farmteam der Kings, den Ontario Reign. Anschließend erhielt er in Los Angeles im Mai 2018 einen weiteren Einjahresvertrag und etablierte sich schließlich im NHL-Aufgebot der Südkalifornier. Im Februar 2019 wurde der Schwede im Tausch für ein konditionales Viertrunden-Wahlrecht im NHL Entry Draft 2020 an die Calgary Flames abgegeben. Dort beendete er die Saison und schloss sich anschließend im Juli 2019 als Free Agent den Vancouver Canucks an.
Nach drei Jahren in Nordamerika kehrte Fantenberg im Oktober 2020 in die KHL zurück, indem er zum SKA Sankt Petersburg wechselte. Dort war der Schwede insgesamt zwei Spielzeiten lang aktiv. Im Mai 2022 kehrte er in seine schwedische Heimat zurück, als er einen Vertrag beim Linköping HC aus der Svenska Hockeyligan (SHL) unterzeichnete.

### International
Fantenberg debütierte für die schwedische Nationalmannschaft bei der Euro Hockey Tour 2012/13, bevor er die Tre Kronor im Rahmen der Weltmeisterschaft 2016 erstmals bei einem großen Turnier vertrat und dabei mit dem Team den sechsten Platz belegte. In der Folge nahm er an den Olympischen Winterspielen 2022 in der chinesischen Landeshauptstadt Peking teil.

## Erfolge und Auszeichnungen
- 2008 Aufstieg in die J20 SuperElit mit IF Troja-Ljungby
- 2016 Champions-Hockey-League-Gewinn mit dem Frölunda HC
- 2016 Schwedischer Meister mit dem Frölunda HC
- 2017 Teilnahme am KHL All-Star Game (verletzungsbedingte Absage)

## Karrierestatistik
Stand: Ende der Saison 2023/24

### International
Vertrat Schweden bei:
- Weltmeisterschaft 2016
- Olympischen Winterspielen 2022

(Legende zur Spielerstatistik: Sp oder GP = absolvierte Spiele; T oder G = erzielte Tore; V oder A = erzielte Assists; Pkt oder Pts = erzielte Scorerpunkte; SM oder PIM = erhaltene Strafminuten; +/− = Plus/Minus-Bilanz; PP = erzielte Überzahltore; SH = erzielte Unterzahltore; GW = erzielte Siegtore; 1 Play-downs/Relegation; Kursiv: Statistik nicht vollständig)